# Friedrich Iwan
Fridrich Iwan (ur. 8 sierpnia 1889 w Kamiennej Górze, zm. 8 stycznia 1967 w Wangen im Allgäu) – niemiecki malarz, pejzażysta, grafik, twórca licznych druków okolicznościowych i pamiątkowych.

## Życiorys
W latach 1903–1908 studiował w Królewskiej Szkole Sztuk i Rzemiosła we Wrocławiu. Następnie w latach 1910–1914 kontynuował kształcenie plastyczne w Berlinie - Charlottenburgu na Akademii Sztuk Pięknych. Uczestnik I wojny światowej. Ranny wrócił do Berlina, gdzie w 1920 roku ożenił się. Miał jednego syna Klausa. W 1921 roku zamieszkał w Karpaczu na Wilczej Porębie. W 1924 roku w Jeleniej Górze, gdzie mieszkał do wysiedlenia w 1946 roku. Po II wojnie światowej mieszkał w Schlitz (Hesja), potem w Gunzenau (Hesja), wreszcie od 1954 roku w Wangen im Allgäu, gdzie zmarł.